# إدموند ريفيس
إدموند ريفيس (1821 - ) (بالإنجليزية: Edmund Reeves)‏ هو لاعب كريكت بريطاني.